# Fuerte Esperanza
Fuerte Esperanza é uma cidade da Argentina, localizada na província de Chaco.